# Mónica González Santana
Mónica González Santana (Ferrol) Licenciada y Doctora en Historia por la Universidad de Oviedo y especialista en Estudios de la Mujer y Políticas para la Igualdad.

## Biografía
Nació en Ferrol pero se crio en Sotrondio, el pueblo de su padre, en San Martín del Rey Aurelio, Asturias. En 2012 presentó su Tesis Doctoral "Relaciones de poder en las comunidades protohistóricas del Noroeste peninsular. Espacios sociales, prácticas cotidianas e identidades de género" con la que consiguió su Doctorado
Tiene además un Máster en Museos: Educación y Comunicación por la Universidad de Zaragoza y es especialista en Estudios de la Mujer y Políticas para la Igualdad.
Ha participado como investigadora, en varios proyectos I+D del Ministerio de Ciencia e Innovación de España, con proyección y participación de distintas universidades europeas. Esta formación, además, le ha permitido participar en numerosos congresos y seminarios nacionales e internaciones, así como publicar distintos artículos y libros. De igual modo, su trayectoria como investigadora le ha llevado a trabajar como docente en distintos programas del IAM, en los CPR de Oviedo y Avilés, así como en la UNED o en Extensión Universitaria.
Profesionalemente se dedica a la arqueología, labor que la ha llevado a vivir en distintos lugares de la península ibérica. En la actualidad compagina su amor por la arqueología con la Educación, Comunicación y accesibilidad patrimonial en el “Proyecto Castillo de Gauzón”, en Castrillón y en el Museo Arqueológico de Asturias, en Oviedo.

## Premios
En 2010 gana la primera edición del Premio de Investigación de Historia de las Mujeres que convoca la concejalía de la Mujer del Ayuntamiento de Avilés, gracias a su obra 'Las Mujeres del Noroeste Hispano en los textos grecolatinos. El mito de la bárbara y las revisiones desde la arqueología y la epigrafía'.

Este trabajo surgió como la tesina de mi licenciatura. Como no tenía medios suficientes para publicarlo, decidí presentarlo a este premio.
Mónica González Santana

## Publicaciones
- 2010 -  El mito de la bárbara. Las mujeres del Noroeste hispano en los textos grecolatinos, 1º Premio de Investigación de Historia de las Mujeres, Ayuntamiento de Avilés y Ediciones Nieva.
- 2014 - Relaciones de poder en las comunidades protohistóricas del Noroeste peninsular. Espacios sociales, prácticas cotidianas e identidades de género, TRABE.[5]